# Geometry & Topology
«Geometry & Topology» — рецензований міжнародний математичний журнал, присвячений геометрії і топології та їх застосуванням. В даний час базується в університеті Ворика, Велика Британія і видається некомерційним академічним видавництвом Mathematical Sciences Publishers.
Нині[коли?] для перегляду повного тексту статей в останніх трьох томах потрібна онлайн-передплата; старіші статті перебувають у відкритому доступі і завантажуються в arXiv. У традиційному друкованому варіанті, журнал публікується раз на рік.

## Історія
Журнал засновано 1997 року групою топологів, які були незадоволені значним підвищенням цін на наукові журнали великими видавничими корпораціями. Метою було створення якісного журналу, здатного конкурувати з наявними журналами, але з істотно меншою ціною і цієї мети було досягнуто.
Журнал надавав відкритий доступ до статей протягом перших десяти років існування і був безплатним для індивідуальних користувачів, установи були зобов'язані платити скромну плату за підписку на онлайн доступ і для друкованих томів.